# Matyáš Jachnicki
Matyáš Jachnicki (* 16. Mai 1999) ist ein tschechischer Volleyballspieler.
Jachnicki spielte 2018/19 beim tschechischen Erstligisten Kladno Volleyball, mit dem er auch am europäischen CEV-Pokal teilnahm. 2019 wechselte der Außenangreifer zum Ligakonkurrenten AERO Odolena Voda.